# Concílio de Roma (382)

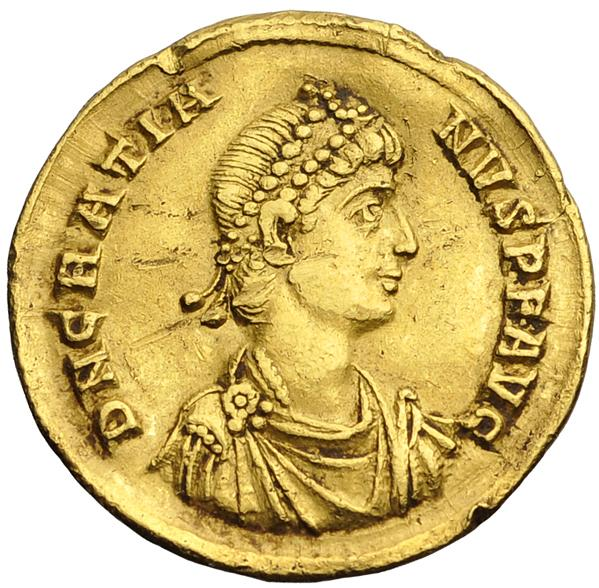
Solidus representando o imperador Graciano

O Concílio de Roma ou Sínodo de Roma foi um concílio regional da Igreja antiga realizado em 382, sob a autoridade do Papa Dâmaso I. Os assuntos abordados foram os livros bíblicos aceitos pela Igreja e a autoridade papal. Sua importância encontra-se no fato de que o Decretum Gelasianum do Papa Gelásio I (492-496), que oferece uma lista de livros canónicos da Bíblia, foi baseado nele. 

## História
No ano anterior, o imperador Teodósio I tinha apontado um candidato pouco popular, Nectário. Os bispos ocidentais se opuseram ao resultado da eleição e pediram um sínodo comum para o ocidente e o oriente para resolver a sucessão ao trono de Constantinopla. Por isso, Teodósio, logo após o término do Primeiro Concílio de Constantinopla em 381 d.C., convocou os bispos do império para um novo sínodo na cidade. Quase todos os bispos que compareceram ao concílio anterior se reuniram novamente no início do verão de 382 d.C. Logo ao chegarem, receberam uma carta vinda do sínodo de Milão, convidando-os para um grande concílio geral em Roma. Eles responderam que não iriam pois não tinham feito preparação alguma para uma viagem tão longa. Porém, enviaram três representantes - Siríaco, Eusébio e Prisciano - com uma carta para o Papa Dâmaso, para Ambrósio de Milão e outros bispos então reunidos no sínodo em Roma.
O sínodo romano para o qual a carta fora endereçada era o quinto sob Dâmaso. Nenhum relato formal restou dos procedimentos e nem como seus membros trataram a questão de Nectário. Teodósio enviou comissários a Roma para apoiar seu sínodo.
Este sínodo histórico em Roma ganhou importância adicional muito depois. De acordo com um documento que estava anexado a alguns manuscritos do assim chamado Decretum Gelasianum e sozinho em outros, neste concílio a autoridade do cânon bíblico do Novo e do Antigo Testamento teriam sido confirmadas por um decreto. O documento foi pela primeira vez conectado a este concílio em Roma em 1794, quando o frade Faustino Arévalo (1747 - 1824), o editor das obras de Célio Sedúlio, defendeu sua teoria de que os três primeiros capítulos entre os cinco do Decretum eram na realidade decretos de um concílio romano realizado um século antes de Papa Gelásio I, sob Dâmaso, em 382 d.C.
As conclusões de Arevalo foram amplamente aceitas e o texto destes três primeiros capítulos, agora com o título de "O Concílio Romano sob Dâmaso", tem sido republicado continuamente desde então. De acordo com esta teoria da chamada "Lista Damasiana", a lista seria a mais antiga lista ocidental do cânon bíblico promulgada por um concílio, dois anos antes da publicação da primeira versão da Vulgata.

## A lista de Dâmaso
A "Lista de Dâmaso" emitida pelo Papa Damaso I, no concílio sobre os livros da Bíblia, é a seguinte 
| “ | É também decretado que agora, na verdade, temos de tratar das divinas Escrituras: as que a Igreja Católica aceita e os que ela deve evitar. A lista do Antigo Testamento começa com: Gênesis, um livro, Êxodo, um livro, Levítico, um livro, Números, um livro, Deuteronômio, um livro, Josué, um livro, Juízes, um livro, Rute, um livro; dos Reis, quatro livros [ Primeiro e Segundo Livros dos Reis, Terceiro e Quarto Livro dos Reis ]; Crônicas, dois livros; Cento e cinquenta Salmos, um livro; de Salomão, três livros: Provérbios, um livro; Eclesiastes, um livro; Cântico dos Cânticos, um livro, igualmente, Sabedoria, um livro; Eclesiástico (Sirach), um livro; Do mesmo modo, a lista dos profetas: Isaías, um livro, Jeremias, um livro, juntamente com Cinoth, isto é, as suas Lamentações; Ezequiel, um livro; Daniel, um livro; Oseias, um livro; Amós, um livro; Miqueias, um livro; Joel, um livro; Abdias, um livro; Jonas, um livro; Naum, um livro; Habacuque, um livro; Sofonias, um livro; Ageu, um livro; Zacarias, um livro; Malaquias, um livro. Do mesmo modo, a lista de histórias: Jó, um livro; Livro de Tobias, um livro; Esdras, dois livros [ Livro de Esdras e Livro de Neemias ]; Ester, um livro; Judite, um livro; Macabeus, dois livros [ Primeiro e Segundo Livro dos Macabeus ]. Do mesmo modo, a lista das Escrituras do Novo e Eterno Testamento, que a santa Igreja Católica recebe é: dos Evangelhos, um livro de acordo com Mateus, um livro de acordo com Marcos, um livro de acordo com Lucas, um livro de acordo com João. As Epístolas do apóstolo Paulo, quatorze em número: uma para os romanos, duas para os Coríntios(Primeira Epístola aos Coríntios e Segunda Epístola aos Coríntios), uma para a Efésios, duas aos Tessalonicenses [ Primeira Epístola aos Tessalonicenses e Segunda Epístola aos Tessalonicenses] , uma para os Gálatas, uma aos Filipenses, uma aos Colossenses, duas a Timóteo [ Primeira Epístola a Timóteo e a Segunda Epístola a Timóteo], uma a Tito, uma a Filemom, uma para os hebreus. Do mesmo modo, um livro do Apocalipse de João. E os Atos dos Apóstolos, um livro. Do mesmo modo, as Epístolas católicas, são sete em número: do Apóstolo Pedro, duas Epístolas [ Primeira Epístola de Pedro e a Segunda Epístola de Pedro ]; do apóstolo Tiago, uma epístola; do Apóstolo João, uma epístola; do outro João, um presbítero, duas Epístolas [ Segunda e Terceira Epístola de João ]; do Apóstolo Judas, o zelote, uma epístola. Assim conclui o cânon do Novo Testamento. Do mesmo modo, é decretado: Após o anúncio dos (...) textos que temos acima listados como Escrituras, em que, pela graça de Deus, a Igreja Católica é fundada, temos que considerar que, embora toda a Igreja Católica esteja espalhada pelo mundo inteiro, (...) a santa Igreja romana, foi colocada na frente não pelas decisões conciliares de outras Igrejas, mas por ter recebido o primado pela evangélica voz do nosso Senhor e Salvador, que diz: "E eu te declaro: tu és Pedro e sobre esta pedra edificarei a minha Igreja e as portas do inferno nunca prevalecerão contra ela. Eu te darei as chaves do Reino dos Céus, tudo o que ligares na terra será ligado nos céus, e tudo o que desligardes na terra, será desligado nos céus. | ” |
|   | — Lista de Dâmaso. |   |